# Pearl Street Films
Pearl Street Films ist eine US-amerikanische Filmproduktionsgesellschaft. Das Unternehmen wurde 2012 von Ben Affleck und Matt Damon gegründet. Jennifer Todd ist die Präsidentin. Chay Carter und Drew Vinton arbeiten als Produzenten.

## Filmografie (Auswahl)
| Jahr | Film                  | Regisseur        | Anmerkungen |
| ---- | --------------------- | ---------------- | ----------- |
| 2012 | Promised Land         | Gus Van Sant     |             |
| 2015 | The Leisure Class     | Jason Mann       | Fernsehfilm |
| 2016 | Manchester by the Sea | Kenneth Lonergan |             |
| 2016 | Jason Bourne          | Paul Greengrass  |             |
| 2016 | Live by Night         | Ben Affleck      |             |